# Padmanabhapuram
Padmanabhapuram è una suddivisione dell'India, classificata come comune, di 20 051 abitanti, situata nel distretto di Kanyakumari, nello Stato federato del Tamil Nadu. In base al numero di abitanti la città rientra nella classe III (da 20 000 a 49 999 persone).

## Geografia fisica
La città è situata a 8° 13' 60 N e 77° 19' 60 E e ha un'altitudine di 14 m s.l.m.

## Società

### Evoluzione demografica
Al censimento del 2001 la popolazione di Padmanabhapuram assommava a 20 051 persone, delle quali 9 963 maschi e 10.088 femmine. I bambini di età inferiore o uguale ai sei anni assommavano a 1 945, dei quali 972 maschi e 973 femmine. Infine, coloro che erano in grado di saper almeno leggere e scrivere erano 16 431, dei quali 8 452 maschi e 7 979 femmine.